# Explorer 49

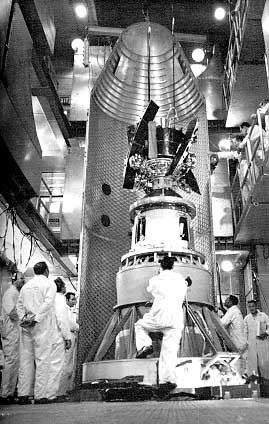
Explorer 49 est placé sous la coiffe de son lanceur.

Explorer 49 également appelé Radio Astronomy Explorer-B ou RAE-B était un satellite scientifique du programme Explorer de la NASA. C'est le deuxième satellite à avoir embarqué des expériences de radioastronomie après le satellite jumeau Explorer 38. Il est lancé le 10 juin 1973 par une fusée Delta depuis la base de lancement de Cap Canaveral et se place sur une orbite lunaire quelques jours plus tard. Le satellite de 328 kilogrammes était stabilisé par gradient de gravité et disposait pour collecter les ondes radio de 4 antennes filaires disposées en croix et longues de 230 mètres. Il a recueilli durant quatre ans des données sur les émissions radio des planètes, du Soleil et de la Voie Lactée dans les longueurs d'onde comprises entre 25 kHz et 13,1 MHz.

## Caractéristiques techniques
RAE-2 est un petit satellite de 328 kilogrammes ayant la forme d'un cylindre de 92 centimètres de diamètre pour 79 centimètres de long dont les extrémités esquissent une forme conique. Le satellite est stabilisé par gradient de gravité. Un système amortissant les mouvements de libration et constitués par des antennes longues de 230 mètres et dont le mouvement est freiné par un système de ressorts est déployé sous le satellite. L'énergie est fournie par des petits panneaux solaires fixes situés de part et d'autre du corps du satellite. L'orientation du satellite qui est connue à un degré près est déterminée par un capteur de Terre, un capteur solaire et un capteur d'attitude panoramique. Le contrôle d'orientation est pris en charge par un système de propulsion à gaz froid. Les corrections d'orbite sont réalisées à l'aide de petits moteurs-fusées brûlant de l'hydrazine. L'insertion sur l'orbite lunaire est effectuée par un moteur à propergol solide. Les données sont stockées à bord sur deux magnétophones à bande redondants puis transmises par un émetteur UHF émettant sur 400 MHz. Les opérations à réaliser sont captées par un récepteur VHF (148 MHz) qui est également utilisé pour déterminer la position du satellite.
Le satellite dispose de 4 antennes déployées en orbite :
- deux antennes en V constituées de tubes creux souples de 1,3 centimètre de diamètre réalisées dans un alliage cuivre/béryllium plaqué avec de l'argent. les deux branches supérieures (pointées vers le zénith) sont longues de 229 mètres tandis que les deux branches inférieures (pointées vers la surface de la Lune) sont longues de 183 mètres ;
- une antenne dipolaire électrique de 37 mètres parallèle à la surface de la Lune.

Les expériences scientifiques sont :
- Deux radiomètres Ryle-Vonberg (un par antenne en V) analysant les fréquences sur 9 canaux dans les fréquences comprises entre 0,45 et 9,18 MHz ;
- Trois récepteurs fonctionnant en mode rafale ;
- Une sonde à impédance utilisée pour l'étalonnage.

## Fin de la mission
Le contact avec Explorer 49 a été perdu en août 1977 et le satellite est probablement rentré dans l'atmosphère peu après, en septembre 1977.